# Corneliu Ion
Corneliu Ion (* 27. června 1951 Focșani) je rumunský sportovní střelec, olympijský vítěz v disciplíně 25 metrů rychlopalná pistole.
Je absolventem Akademie ekonomických studií v Bukureští, v roce 1969 se stal členem klubu CSA Steaua Bucuresti, kde byl jeho trenérem Gheorghe Corbescu. Na mistrovství světa ve sportovní střelbě v roce 1974 získal stříbrnou medaili v soutěži jednotlivců a bronzovou v soutěži družstev. Na olympiádě 1976 obsadil ve střelbě z rychlopalné pistole páté místo, v roce 1977 vyrovnal světový rekord nástřelem 598 bodů a na LOH 1980 zvítězil. Na MS 1982 obsadil s družstvem druhé místo. Byl vlajkonošem rumunské výpravy na LOH 1984, kde obsadil druhé místo za Japoncem Takeo Kamačim, na olympiádě 1988 skončil osmnáctý.
Po ukončení kariéry se stal střeleckým trenérem, byl také předsedou Rumunské střelecké federace a členem Rumunského olympijského výboru. V roce 2001 obdržel Řád za zásluhy.